# 8443-as mellékút (Magyarország)
A 8443-as számú mellékút egy nagyjából 20 kilométer hosszú, négy számjegyű mellékút Vas vármegyében, a Kemeneshát térségének nyugati részén.

## Nyomvonala
Ikervár központjában ágazik ki a 8701-es útból, annak 22. kilométere közelében, nyugat felé. Kezdeti szakasza a Gróf Batthyány Lajos utca nevet viseli, így lép ki a belterületek közül, nagyjából 700 méter után. 1,7 kilométer után kiágazik belőle észak felé az ikervári szélerőmű központi egységeihez vezető bekötőút, majd nem sokkal ezt követően elhalad az erőmű több turbinája mellett. 3,2 kilométer után már Megyehíd területén folytatódik, e községet a 4. kilométere után éri el, rövid belterületi szakaszának nincs is önálló települési neve.
4,9 kilométer után lépi át Pecöl határát, onnantól egyből belterületen folytatódik, Kossuth Lajos utca néven. A központban Széchenyi István utca a települési neve, a belterület nyugati szélén pedig egy aránylag rövid szakaszon az Eötvös utca nevet viseli. Még a 7. kilométere előtt átszeli Kenéz határát, e községen a 8. és 9. kilométerei között halad át, először a Rákóczi Ferenc utca, majd a Kossuth Lajos utca, a nyugati falurészben pedig a Petőfi Sándor utca nevet viselve.
A 10. kilométerétől már Bozzai területén folytatódik, a falu belterületeitől északra; Bozzai községrészbe a 84 147-es számú mellékút vezet, amely a 11. kilométere táján ágazik ki az útból déli irányban; Bárdos községrész pedig a 84 146-os számú mellékúton érhető el, ez már javában vépi területek között ágazik ki a 8443-as útból, Bánmajor külterületi településrész mellett. A 13+150-es kilométerszelvényénél – ugyancsak déli irányból, Tanakajd felől – beletorkollik a 8444-es út, és nem sokkal ezután eléri Vép házait.
Vép belterületén előbb Dózsa György utca, majd egy irányváltást követően Kolozsvári utca néven húzódik. A község központjában, a 15+150-es kilométerszelvénye táján kiágazik belőle észak felé a 8445-ös út, a 86-os főút nemesbődi szakasza irányába; onnantól a 8443-as út a Szent Imre utca nevet viseli. Körülbelül 16,5 kilométer után lép ki a település házai közül, 18,6 kilométer után pedig már Szombathely határai közt folytatódik. A vármegyeszékhely belterületének keleti szélén ér véget, beletorkollva a 86-os és a 87-es főutak közös elkerülő szakaszába, annak (a 86-os út kilométer-számozása szerint) a 82+500-as kilométerszelvényénél kialakított körforgalmú csomópontba. Korábban bizonyára tovább is vezetett, a belváros felé, de az a szakasza ma már önkormányzati útnak minősül.
Teljes hossza, az országos közutak térképes nyilvántartását szolgáló kira.gov.hu adatbázisa szerint 20,311 kilométer.

## Települések az út mentén
- Ikervár
- Megyehíd
- Pecöl
- Kenéz
- Bozzai
- Vép
- Szombathely